# Pollinkhove
Pollinkhove é uma vila e deelgemeente belga pertencente ao município de Lo-Reninge, província de Flandres Ocidental. Em 1 de Janeiro de 2006, tinha 620 habitantes numa área de 13,82 km².